# Tufnell Park
Tufnell Park è un quartiere di Londra interna, Inghilterra, a cavallo tra il borgo londinese di Islington e il borgo londinese di Camden. Confina a nord ovest con Dartmouth Park, a nord con Archway, a nord est con Crouch End, ad ovest con Gospel Oak, ad est e sud est con Holloway, a sud con Kentish Town e a sud ovest con Chalk Farm.

## Storia
Tradizionalmente si ritiene che Tufnell Park Road segua l'antico tracciato di una via romana e che il quartiere stesso sorga sui resti di un accampamento romano.
Tuttavia gli scavi archeologici finanziati dal Museum of London non hanno portato alla luce nessun ritrovamento di insediamenti romani nella zona e quello che si pensava fosse un accampamento romano segnato sulla mappa Dent's 1805 parish map è probabilmente un sito medievale con un fossato.
Per secoli, e fino al XIX secolo, la zona ha ospitato numerose fattorie che rifornivano Londra di prodotti caseari. Nel 1753 è divenuta di proprietà di William Tufnell, insieme al Manor di Barnsbury concessogli dal suocero Sir William Halton. Tale maniero si trovava sul sito dell'attuale Holloway Odeon.
La proprietà di Tufnell Park è passata successivamente al fratello di William, George Tufnell, parlamentare di Beverley, e ai suoi discendenti.

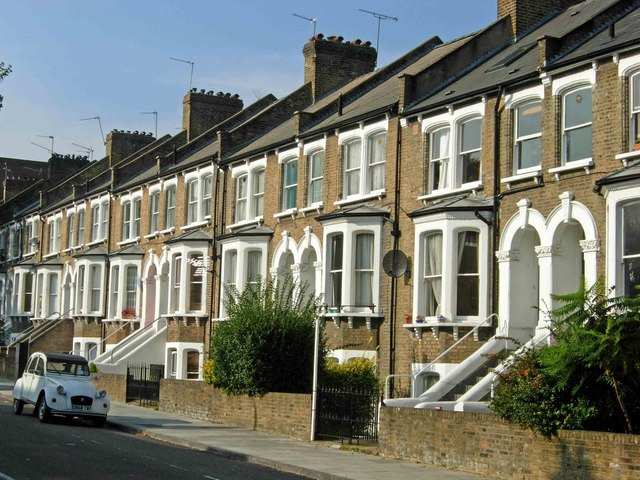
Housing

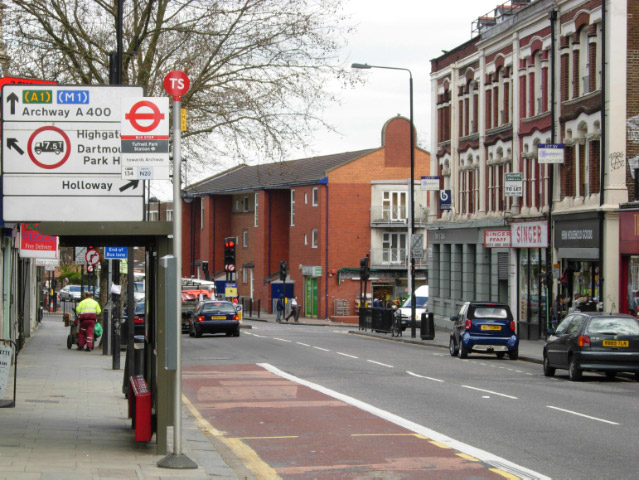
Fortess Road

L'urbanizzazione del quartiere è cominciata nel 1845 con Henry Tufnell e su progetto di John Shaw Jr, architetto tra le altre cose di parti dell'Eton College e della Chalcots Estate a Camden, nell'area intorno a Carleton Road.
Nel 1865 i lavori di urbanizzazione sono passati sotto George Truefitt che ha costruito la maggior parte delle ville della zona e la chiesa di St. George's (1865).
Tufnell Park ha mantenuto una buona reputazione per tutto il secolo. Nel suo studio London Life and Labour, il sociologo Charles Booth ha scritto che le vie centrali del quartiere (Anson Road e Carleton Road) ospitavano una popolazione di mercanti in pensione, artisti e musicisti abbastanza benestanti da permettersi di svernare all'estero, mentre le zone di più recente costruzione (intorno a Celia Road, Hugo Road, Corinne Road, Huddleston Road e Archibald Road) minacciavano di creare una metropoli da cui i ricchi sarebbero presto fuggiti.
Lo sviluppo dei trasporti nel XIX secolo non ha impattato negativamente Tufnell Park: molte linee di treno sono state fatte passare attraverso i quartieri confinanti di Kentish Town e Camden, mentre passano sotto Tufnell Park in tunnel. Il collegamento diretto con il centro di Londra era assicurato fino al 1943 dalla stazione di Junction Road.

## Il quartiere oggi
Tra il XIX e il XX secolo la reputazione fra il trasandato e il signorile di Tufnell Park ne ha fatto l'oggetto di battute e di riferimenti tra i comici. Ad esempio il personaggio di Mr Pooter nel Diario di un nessuno di George e Weedon Grossmith, che aspira all'ascesa sociale, vive a Tufnell Park (in Upper Holloway). Frequenti riferimenti a Tufnell Park venivano fatti anche da Julian e Sandy, protagonisti gay della commedia della BBC Radio Round the Horne.
Oggi il quartiere ospita molti artisti e persone che lavorano nei media come giornalisti, scrittori, attori e professionisti del cinema e della televisione.

## Trasporti pubblici
Il quartiere di Tuffnell Park è servito dalle seguenti stazioni della metropolitana di Londra:
- Tufnell Park sulla Northern Line (diramazione High Barnet).

Le stazioni di treno più prossime a Tufnell Park sono:
- Upper Holloway.
- Gospel Oak.